# Tahsil d'Ambala
El tahsil d'Ambala és una subdivisió del districte d'Ambala a l'estat d'Haryana.
Ja existia al segle xix sota domini britànic com a tahsil del districte, llavors al Panjab, amb 948 km² i una població (1881) de 220.477 habitants. Modernament la superfície i població del tahsil no apareixen a les estadístiques del districte.